# Mariano I de Torres
Mariano I (muerto después del 18 de marzo de 1082) fue juez de Logudoro desde 1073, cuando es mencionado por primera vez tras su padre o abuelo Barisono I, hasta alrededor de 1082, cuando es mencionado por última vez. Su gobierno es un tanto desconocido y el siguiente juez nombrado es su hijo Constantino I en 1112, pero parece innecesario atribuir a Mariano un gobierno de 39 años y es probable la presencia de otros jueces desconocidos entre Mariano y Constantino.
En 1147 el nieto de Mariano, Gonario II, hizo una donación de plata a la abadía de Montecassino, citando a su padre y a su nieto como principales donantes. Quizás este Mariano era otro diferente del que recibió una carta del papa Gregorio VII en 1073. Asimismo, la Cronaca sarda establece a Mariano como el hijo de Andrés Tanca. La identidad y relación exactas de este juez son discutidas.
Mariano no solo realizó una donación a Montecassino, sino que benefició a las iglesias locales también y pagaba una suma anual al papa. Era aliado de la república de Pisa.